# Chobotnatka rybí
Chobotnatka rybí (Piscicola geometra), též pijavka rybí byla poprvé popsána jako Hirudo geometra švédským přírodovědcem Carlem Linné v roce 1758. Je to 2–3 centimetry dlouhá pijavice s velkou zadní přísavkou. Přenáší cizopasníky a saje krev především na žábrách a kůži kaprovitých ryb. Může se přemnožit, a pak škodí v rybnících. Žije v teplejších stojatých nebo tekoucích vodách. Patří do skupiny pijavice.

## Ekologie
Chobotnatka rybí patří mezi velmi rozšířené ektoparazity, který se vyskytuje na těle, žábrách a v ústech různých druhů ryb. Mezi její hostitele patří např. losos obecný (Salmo salar), pstruh obecný (Salmo trutta), siven severní (Salvelinus alpinus), cejn velký (Abramis brama), hrouzek obecný (Gobio gobio), úhoř říční (Anguilla anguilla), okoun říční (Perca fluviatilis), karas stříbřitý (Carassius gibelio) a kapr obecný (Cyprinus carpio). Pokud není zrovna přichycena k tělu hostitele, tak ji lze nalézt volně žijící na kamenech.

### Životní cyklus
K rozmnožování potřebuje chobotnatka rybí eutrofní vodu s pH vyšším než 7 a dostatečné okysličení. K prvnímu kladení vajec dochází koncem února, nejhojněji však od poloviny března do dubna. Poslední kladení vajec probíhá v říjnu. Vajíčka jsou nakladena do tmavě hnědých kokonů, které jsou přilepeny k ponořeným předmětům. K líhnutí vajec dochází po 13 až 26 dnech při teplotě 15–26 °C a po 13–15 dnech při teplotě 24–26 °C. Rychlost embryonálního vývoje je tedy závislá na teplotě, kdy vyšší teploty vývoj urychlují a nižší naopak zpomalují. Pohlavní dospělosti dosahují chobotnatky velmi rychle a opět doba dospívání závisí na teplotě. Při 26 °C dochází k pohlavní dospělosti po 19–26 dnech od vylíhnutí se, zatímco při nižší teplotě kolem 15 °C jedinec pohlavně dospěje až po 1–2 měsících. Životnost chobotnatky rybí je 8–9 měsíců a během jednoho roku se narodí 3–4 nové generace.

### Přenášené nemoci
Chobotnatka rybí přenáší spolu s chobotnatkou pestrou (Hemiclepsis marginata) parazita Trypanoplasma borreli. Ten se vyskytuje v krvi některých evropských kaprovitých ryb jako je kapr obecný a lín obecný. 
Jarní virémie kaprů (SVCV – spring viraemia of carp virus) je akutní virové onemocnění kapra obecného Cyprinus carpio přenášené prostřednictvím chobotnatky rybí a kapřivcem obecným též známým jako veš rybí (Argulus foliaceus).